# Kingsoft Corporation
Kingsoft Corporation (chiń. 金山软件; pinyin Jīnshān Ruǎnjiàn) – chińskie przedsiębiorstwo zajmujące się tworzeniem oprogramowania, m.in. pakietu biurowego WPS Office, dawniej znanego jako Kingsoft Office. Było także producentem oprogramowania antywirusowego (oddział Kingsoft Security), opartego na technologii chmury obliczeniowej. Spółka zależna Cheetah Mobile opracowuje aplikacje mobilne.
Firma powstała w 1988 roku, a swoją siedzibę ma w Pekinie.
Oprogramowanie zabezpieczające Kingsoft było wielokrotnie nagradzane, m.in. przez ekspertów z AV-Comparatives czy Virus Bulletin. Produkty Kingsoft mają swoich dystrybutorów w Japonii, Wietnamie oraz Malezji.